# Ахманова, Анна Сергеевна
Анна Сергеевна Ахманова (Anna S. Akhmanova; род. 11 мая 1967, Москва, СССР) — российско-нидерландский клеточный биолог. Доктор, профессор Утрехтского университета, член Нидерландской королевской академии наук (2015). Лауреат премии Спинозы (2018).

## Биография
Дочь физика С. А. Ахманова, внучка лингвиста О. С. Ахмановой. Окончила биологический факультет МГУ по биохимии, где училась в 1984—1989 годах. Свою дипломную работу на пятом курсе она выполнила в лаборатории Александра Манкина, где исследовала галофильные архебактерии; она считает Манкина человеком, от которого она приобрела большую часть своих знаний в области молекулярной биологии
. 
С 1989 по 1991 год работала в лаборатории А. Н. Белозерского МГУ. С 1991 по 1992 год сотрудничала в нидерландском Университете Твенте. С 1992 по 1996 год PhD-студент на кафедре генетики Университета Неймегена (УН). Там она работала в лаборатории под руководством Вольфганга Хеннига; затем ее исследования были сосредоточены на получении мутантов гистоновых генов. В этом университете  в 1997 году она диссертацию на соискание степени PhD. 
Она выполнила два постдокторских проекта, первый из них с 1996 по 1997 год был в УН, где она работала с анаэробными организмами для кафедры микробиологии. Ее второй постдокторский проект с 1997 по 2001 год был сделан в Университете имени Эразма Роттердамского. Она работала в лаборатории Нильса Гальярта в отделе клеточной биологии, который возглавлял Фрэнк Гросвельд; ее исследования были сосредоточены на регуляции генов и транскрипции. Она работала с одним фактором транскрипции, используя двухгибридный скрининг, и Каспер Хoгенрад попросил её помочь в скрининге CLIP-115, белка, связывающего микротрубочки, с которым работал Хогенрад. Затем Ахманова и Хогенрад создали клоны белков CLASP и Bicaudal-D, которые Ахманова описывает как белки, определившие её карьеру. С 2001 по 2002 год сотрудничала в Erasmus MC, где с 2003 года ассистент-профессор, а с 2008 по 2010 год ассоциированный профессор кафедры клеточной биологии.
В 2011 году Ахманова и Хоогенраад продолжили сотрудничество в исследованиях и перевели свои лаборатории в Утрехтский университет, где они начали соруководить отделением клеточной биологии. По состоянию на 2018 год она по-прежнему является профессором клеточной биологии в Утрехтском университете, где продолжает проводить исследования внутриклеточного транспорта, особенно с участием белков микротрубочек.
С 2011 по 2017 год возглавляла Nederlandse Vereniging voor Microscopie. В 2013 году получательница ERC Synergy grant (совместно с Марилин Догтером).
Член Европейской организации молекулярной биологии. Член редколлегий «Elife», «Journal of Cell Science» и «PLOS Biology».

## Исследовательская работа
Ахманова и ее команда изучают клеточный цитоскелет и его влияние на заболевания человека, поляризацию клеток и развитие позвоночных. Их основное внимание сосредоточено на микротрубочках, которые составляют часть цитоскелета и необходимы для многих процессов, особенно деления клеток. Их исследования важны для борьбы с такими болезненными процессами, как рак, нейродегенерация и распространение патогенов по клетке.
Что касается методов, команда использует изображения изучаемых клеток с высоким разрешением. Они используют специальные анализы для измерения динамики белков, воссоздания процессов цитоскелета in vitro и выявления взаимодействий различных белков.
Команда изучает специфические белки, которые взаимодействуют на положительном и отрицательном концах микротрубочек, в частности белки, отслеживающие положительный конец (+TIP), которые связываются с положительным концом микротрубочки, чтобы регулировать её динамику, и то, как +TIP взаимодействуют с другими. структуры в клетке. Совсем недавно они начали исследовать «биохимические свойства и функциональную роль белков», которые организуют белки слежения за минус-концом (-TIP). Существует гораздо меньше информации о -TIP, и они до сих пор полностью не изучены; однако недавнее исследование CAMSAP, типа -TIP, показало, что он играет важную роль в организации и стабилизации микротрубочек во время интерфазы. Группа Ахмановой теперь сосредоточена на том, чтобы выяснить, как CAMSAP способствует организации и стабилизации нецентросомных микротрубочек во время клеточного деления.
Другой их проект касается механизмов, участвующих в транспорте везикул на основе микротрубочек. Они идентифицировали несколько структур, которые связывают моторы микротрубочек, кинезин и динеин, с везикулами, и они разработали процедуры, чтобы показать функцию линкеров при сборе моторных белков для связывания с мембранными органеллами. Внутри клетки кинезиновые и динеиновые белковые моторы необходимы для транспорта на большие расстояния по микротрубочкам. Команда Ахмановой сосредоточилась в основном на динеине, моторе, который движется к минус-концу микротрубочки, и на том, как он связан с различными органеллами и везикулами, которые он переносит. Они также изучают, как динеин координируется с кинезином, мотором, который движется к плюс-концу микротрубочки, когда они прикреплены к одной и той же органелле или пузырьку, и изучают различные сигнальные пути, влияющие на эти моторы. По состоянию на 2016 год они изучали белок Bicaudal D и его роль в динеин-зависимом транспорте, поскольку было обнаружено, что он важен для динеин-зависимого транспорта мРНК у мух и экзоцитозных везикул у млекопитающих. Бикаудальный D также оказался важным для позиционирования центросом и ядра во время митоза, поскольку позиционированию способствуют динеин и кинезин.
Ахманова и ее команда используют конститутивный экзоцитоз в качестве модельной системы для изучения кинезина и динеина. Экзоцитозные переносчики перемещаются от аппарата Гольджи к плазматической мембране по микротрубочкам. Команда обнаружила, что для прикрепления микротрубочек к плазматической мембране используются одни и те же кортикальные комплексы, которые используются для прикрепления их к пузырькам. Отсюда команда планирует изучить, как создаются и регулируются корковые комплексы, как они влияют на прикрепление и динамику микротрубочек и каков механизм, позволяющий им сливать пузырьки. Кроме того, они хотели бы найти больше информации о сигнальном пути NF-κB, поскольку было обнаружено, что он содержит белки, называемые ELKS, которые находятся в корковом комплексе. Они планируют исследовать, как взаимодействуют компоненты пути и как это влияет на стабилизацию микротрубочек и слияние пузырьков.